# Жахаючий 3
«Жахаючий 3» (англ. Terrifier 3) — це американський різдвяний надприродний слешер 2024 року від сценариста і режисера Демієна Леоне. У головних ролях знялися Лорен Лавера, Девід Говард Торнтон, Елліотт Фуллем, Саманта Скаффіді, Антонелла Роуз, Маргарет Енн Флоренс і Брайс Джонсон. У фільмі розповідається про Сієнну Шоу, яка намагається налагодити своє життя, проте її знову переслідує клоун Арт, цього разу з новою спільницею — одержимою Вікторією Хейз. Картина стала продовження фільму «Жахаючий 2» (2022) і третьою у франшизі загалом.
Після комерційного успіху та схвальних відгуків критиків щодо другого фільму Леоне почав писати сценарій для третього фільму. Режисер шкодував, що залишив персонаж Вікторії Хейз недостатньо розкритим у першому фільмі, тому захотів виділити їй більше уваги в третій частині. Основні зйомки картини розпочалися в лютому 2024 року і завершилися в квітні того ж року, бюджет склав 2 мільйони доларів США.
Прем'єра відбулася 19 вересня 2024 року на фестивалі Fantastic Fest в Остіні (Техас), а 11 жовтня фільм вийшов у прокат у США. Прем'єра стрічки в Україні відбулась 7 листопада 2024 року.
«Жахаючий 3» отримав загалом позитивні відгуки критиків і зібрав понад 68 млн доларів у всьому світі, ставши найкасовішим фільмом без рейтингу усіх часів.

## Сюжет
Маленька дівчинка приходить у спальню своїх батьків і каже, що хтось ходить на горищі. Її мати, Дженніфер, не вірить дочці й заспокоює, кажучи, що то різдвяний ельф. Пізніше дівчинка бачить клоуна Арта, що одягнув костюм Санти-Клауса. Він входить у спальню й зарубує батька сокирою. Дженніфер прокидається і бачить, що клоун вже розчленував її сина Тіммі. Далі Арт убиває і Дженніфер. Її дочка ховається в шафі, клоун грайливо махає їй рукою.
Після того, як Сієнна Шоу обезголовила клоуна-вбивцю Арта, його труп знаходить поліція. Раптом труп встає і починає душити поліціянта. Безголове тіло відрубує його голову та причіпляє собі на шию. Клоун вирушає до психіатричної лікарні, де утримується його колишня спотворена жертва Вікторія Хейз. У Вікторію вселилася Маленька Бліда Дівчинка, змусивши народити голову Арта. Вікторія та Арт убивають медсестру і лікаря, перш ніж втекти в покинутий будинок. Дорогою обоє зустрічають чоловіка в костюмі Арта, що сприймає їхній вигляд за майстерно зроблені костюми. Вікторія бачить у дзеркалі своє потворне обличчя, розбиває дзеркало та ріже собі вени на зап'ястях уламком скла. Арт лишається в кріслі-гойдалці на горищі.
Через п'ять років Сієнну випускають із психіатричного центру. Вона їде до своєї тітки Джесс, яка живе з чоловіком Грегом та їхньою донькою Ґаббі. Тітка нічого не знає про події, пережиті Сієнною. Дівчина страждає від почуття провини, за те, що вижила, і часто бачить галюцинації своєї найкращої подруги Брук, яку вбив Арт. Вона намагається відновити стосунки зі своїм молодшим братом Джонатаном, який тепер навчається в коледжі.
Двоє робітників приїжджають оглянути призначений для знесення будинок, де сплять Арт і Вікторія. Ті прокидаються і вбивають робітників. Арт зустрічає в барі актора, що грає Санту-Клауса, стріляє в бармена та іншого відвідувача, одягає костюм Санта-Клауса і вбиває його за допомогою рідкого азоту й молотка. Далі Арт вторгається до будинку сім'ї в костюмі Санти і жорстоко вбиває всіх жителів сокирою за кілька ночей до Різдва. Пізніше Арт зображає Санту в місцевому торговому центрі та використовує вибухівку, замасковану під подарунки, щоб убити кількох покупців, у тому числі дітей. Сієнна помічає замаскованого Арта в торговому центрі перед вибухом, але вважає, що це чергова галюцинація.
Сієнна відвідує Джонатана в його коледжі, де зустрічає його сусіда по кімнаті Коула та його дівчину Мію, яка веде подкаст про кримінал. Мія змушує Сієнну та Джонатана розповісти про різанину в окрузі Майлз, але Сієнна різко проти. Незабаром Сієнна зізнається Джонатану, що бачила Арта. Вона планує повернутися до атракціону, де обезголовила клоуна, щоб повернути меч свого батька. Та Арт приходить до коледжу, де вбиває Мію та Коула бензопилкою, коли вони займаються сексом у душі. Сієнна дізнається про вбивства в торговому центрі з новин і панікує, вимагаючи від Джонатана повернутися додому з коледжу та попереджає родину, що вони в небезпеці. Грег йде за Джонатаном, поки Сієнна засинає; їй сняться янголи з батькових малюнків. Прокинувшись, Сієнна бачить на кухні Арта й Вікторію в клоунському костюмі та з терновим вінком на голові. Клоун приголомшує дівчину ударом молотка.
Клоун випатрав тіло Грега, його голову насадив на різдвяну ялинку, а кишки використав як гірлянди. Джесс виявляється прив'язана навпроти Сієнни. Вікторія показує їм голову нібито Ґаббі, яку поїдають щури. Арт забиває Джесс у горло трубу, заганяє туди щурів і потім перерізає їй горло. Для Сієнни Вікторія пояснює, що голова належала Джонатану. Арт приводить Ґаббі, а Вікторія одягає на голову Сієнни терновий вінок і намагається вселитися в її тіло. Тоді Ґаббі говорить, що не встигла дати Сієнні різдвяний подарунок. Вікторія вимагає розгорнути подарунок, бо це єдине, що не дозволяє вселитися в тіло Сієнни. Вікторія дає Сієнні пакунок, дівчина розгортає його й дістає батьковий меч. Сієнна зрубує Вікторії голову, але зазнає нападу Арта з бензопилкою. Під час сутички кров Вікторії пропалює підлогу і створює портал до пекла. Ґаббі падає туди, але хапається за край. Сієнна залишає Арта, щоб врятувати її, але не встигає. Арт вистрибує у вікно й тікає на автобусі, а Сієнна клянеться знайти та врятувати Ґаббі.

## У ролях

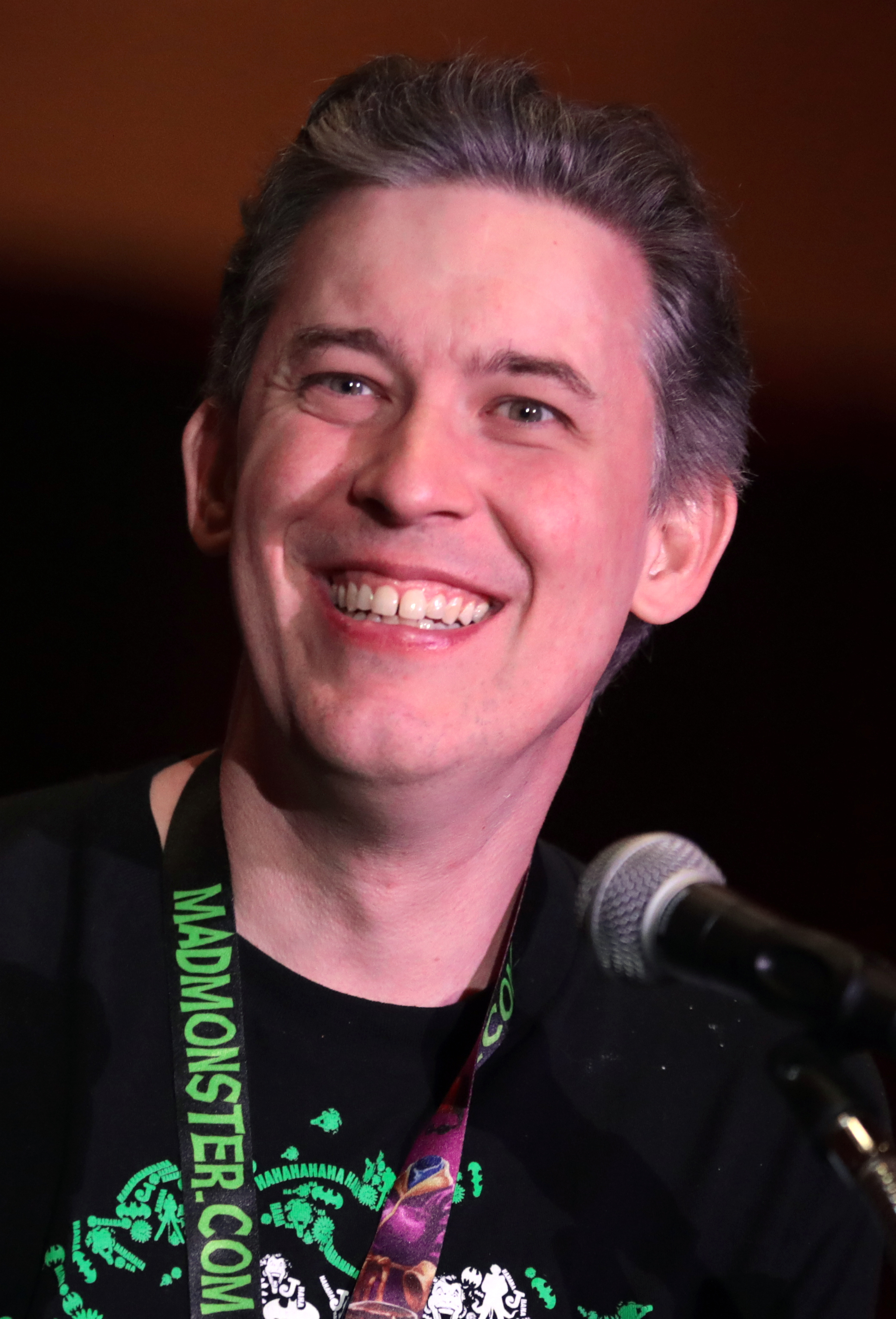
Девід Говард Торнтон (2023)

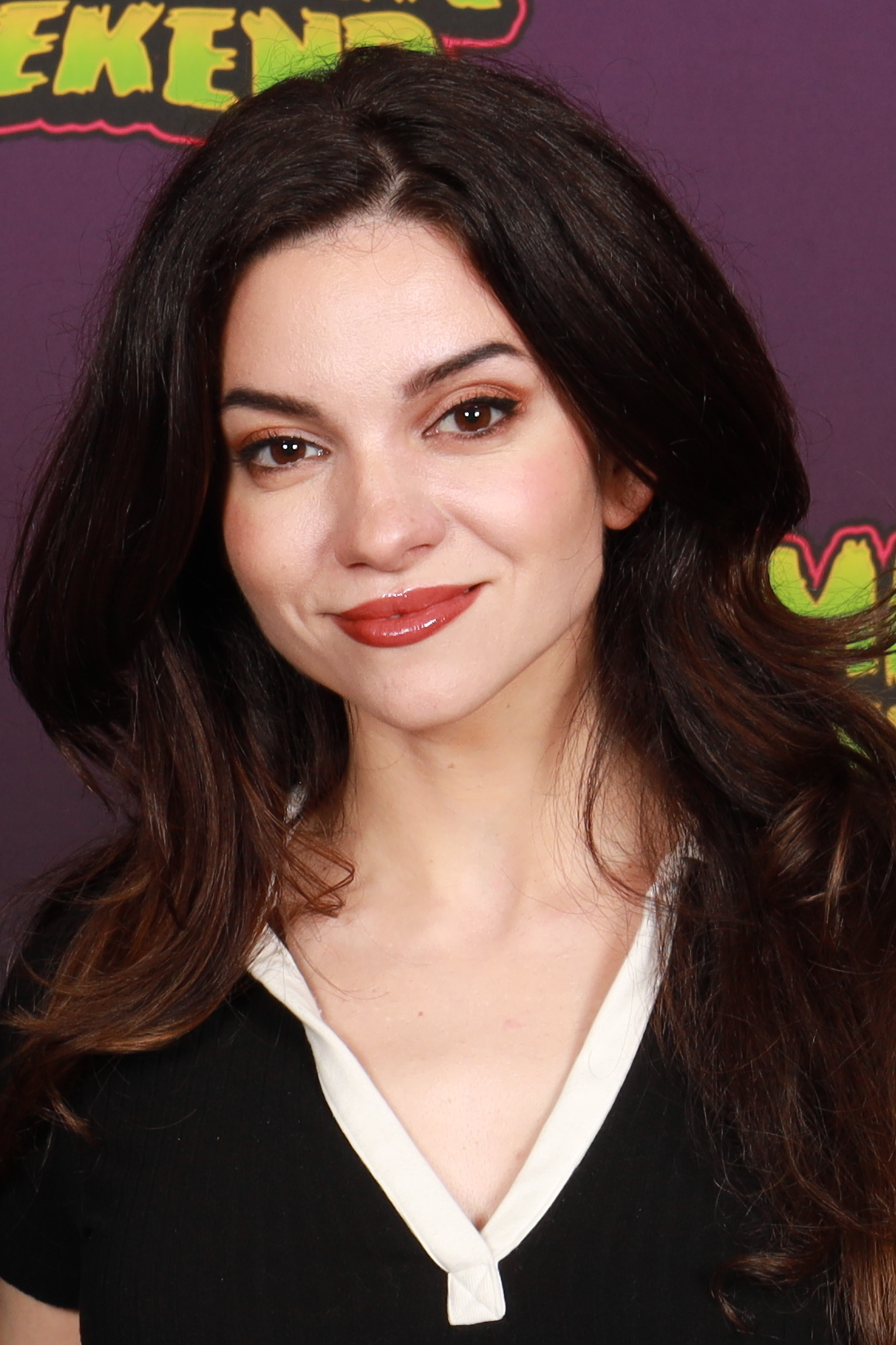
Лорен Лавера (2024)

| Актор                  | Роль |
| ---------------------- | --- |
| Девід Говард Торнтон   | клоун Арт |
| Лорен Лавера           | Сієнна Шоу, старша сестра Джонатана, саме вона обезголовила Арта в попередньому фільмі                                                                  |
| Елліотт Фуллем         | Джонатан Шоу, молодший брат Сієни, який зараз навчається в коледжі                                                                                      |
| Саманта Скаффіді       | Вікторія Хейз, старша сестра Тари Хейз і єдина, хто вижив після подій першого фільму; стає одержимою Маленькою Блідою Дівчинкою і діє як спільниця Арта |
| Маргарет Енн Флоренс   | Джесс Шоу, тітка Сієни та Джонатана, старша сестра їхньої матері Барбари                                                                                |
| Брайс Джонсон          | чоловік Джесс і батько Ґаббі |
| Антонелла Роуз         | донька Джесс і Ґреґа, двоюрідна сестра Сієни та Джонатана, що обожнює Сієну                                                                             |
| Кріс Джеріко           | Адам Берк, санітар психіатричної лікарні округу Майлз                                                                                                   |
| Деніел Робак           | Санта-Клаус |
| Том Савіні             | перехожий |
| Джейсон Патрік         | Майкл Шоу, батько Сієни та Джонатана, що наклав на себе руки                                                                                            |
| Крісі Фокс             | Дженніфер |
| Алекса Блер Робертсон  | Міа, подруга Коула і справжня ентузіастка злочинів, одержима різаниною в окрузі Майлз                                                                   |
| Мейсон Мекартеа        | Коул, сусід Джонатана в гуртожитку |
| Стівен Кофілд-молодший | офіцер Еванс |
| Клінт Говард           | Смокі |
| Енні Ледерман          | співведуча Graven Image |
| Бредлі Страйкер        | Едді |
| Джон Абрахамс          | Денніс |
| Філ Фальконе           | Том, водій автобуса |
| Кейлі Хайман           | Брук, померла найкраща подруга Сієни, яка з'явилася у вигляді галюцинації, щоб переслідувати її                                                         |
| Джон Сандерс           | голос демона |
| Лусіана Еліза Кіньонез | юна Сієна |

## Сприйняття

### Касові збори
Станом на 7 листопада 2024, «Жахаючий 3» зібрав $51.3 млн у США та Канаді і $16.7 млн в решті країн, тобто загалом $68 млн.

### Рейтинги
На сайті-агрегаторі рецензій Rotten Tomatoes, 76 % з 103 відгуків критиків є позитивними, з середньою оцінкою 6.5/10. На сайті Metacritic фільм має середньозважений рейтинг 61 зі 100, на основі 18 відгуків, що відносить його до категорії «загалом схвальні відгуки». Користувачі сайту CinemaScore оцінили картину на «B» за шкалою від A+ до F. 76 % відгуків від авдиторії сайту PostTrak є позитивними, зокрема 59 % користувачів вказали, що однозначно рекомендують фільм.

### Відгуки
Кайл Лоґан у «Chicago Reader» зробив висновок, що фільм підійде фанатам «екстремальних жахів». Критик похвалив вміння Леоне «переходити від хаотичної, просоченої кров'ю радості до жахливої, просоченої кров'ю безнадійності». Жахливість Арта криється не в кривавості його злочинів, а в тому, що клоун радіє з дедалі абсурдніших калічень.
Оуен Ґлейберман у «Variety» зазначив: фільми Леоне дешеві та здебільшого складаються з серії відокремлених сцен. Фільми «Жахаючий», такі жахливі у своїй ультражорстокості, починалися як андеграундне явище, але тепер вони стали франшизою. Успіх «Жахаючого 3» значною мірою завдячує тому, що він не намагається розкривати історію персонажів, а демонструє вигадливі, в дечому гумористичні вбивства, кожне з яких спонукає з цікавістю чекати, що ще вигадає клоун Арт.

### Інциденти
Комітет класифікації фільмів Франції заборонив перегляд картини глядачам віком до 18 років. Така заборона була видана вперше після виходу «Пила 3» у 2006 році. У Великій Британії надходили повідомлення, що глядачі блювали та залишали кінотеатри після перегляду першої сцени фільму. Повідомлялось, що двоє людей втратили свідомість під час показу фільму в Австралії.

## Сиквел
У 2023 році Демієн Леоне розповів про плани щодо сиквелу. У вересні 2024 року Леоне підтвердив, що «Жахаючий 4» перебуває в розробці.